# Церква Воздвиження Чесного Хреста Господнього (Зарубинці)
Церква Воздвиження Чесного Хреста Господнього в Зарубинцях — парафія і храм греко-католицької громади Підволочиського деканату Тернопільсько-Зборівської архієпархії Української греко-католицької церкви в селі Зарубинці Тернопільського району Тернопільської области.

## Історія церкви
До 1946 року парафія та храм належали УГКЦ. Після тривалої перерви громада повернулася в лоно греко-католицької церкви у 1990 році. Сам храм був збудований у 1932 році.
Історія парафії відзначена кількома важливими єпископськими візитаціями:
- 25 травня 1901 року — митрополит Андрей Шептицький.
- 27 травня 1933 року — єпископ Іван Бучко.
- 1995 року — владика Михаїл Сабрига.

На парафії діють такі спільноти:
- Вівтарна та Марійська дружини.
- Спільнота «Матері в молитві».
- Катехитичний гурток та інші.

На території парафії розташована капличка Матері Божої, збудована на місці колишнього зруйнованого костелу. Парафія також володіє парафіяльним будинком.

## Парохи
- о. Григорій Банах (1928),
- о. Осип Гайдукевич (сотрудник),
- о. Степан Дідур (1990—1993),
- о. Михайло Буртник (з 18 травня 1994-2014).
- о.Олег Винник ( з 5 жовтня 2014р.)